# Andrea Colombo (giornalista)
Andrea Colombo (Roma, 22 novembre 1954) è un giornalista, scrittore e commentatore politico italiano.

## Carriera
Giornalista di lungo corso ed ex militante di Potere Operaio, in passato ha scritto per Liberazione, Il manifesto (del quale è cronista politico). Dal 2006 al 2008 è stato portavoce del gruppo parlamentare di Rifondazione Comunista al Senato.
Esperto degli anni '70, si occupa prevalentemente di cronaca politica e parlamentare. I suoi articoli, pur caratterizzati da un forte orientamento a sinistra, si caratterizzano per la profondità dell'analisi, per la sua frequente critica all'antiberlusconismo più feroce e per uno spiccato antigiustizialismo. che in più occasioni lo ha portato a criticare duramente Marco Travaglio e Michele Santoro, nonostante la loro popolarità a sinistra.
È stato consulente per trasmissioni televisive satiriche.

## Curiosità
- Andrea Colombo è omonimo di un cronista che per lungo tempo ha scritto sul quotidiano Libero[10].

## Opere
- I muri di Los Angeles. Un modello per il dominio, in Los Angeles. No justice no peace, con VHS, Roma, Manifestolibri, 1992. ISBN 88-7285-031-2.
- Le due crociate del cavaliere. Il filo nero della seconda repubblica, Roma, Manifestolibri, 2005. ISBN 88-7285-403-2.
- Storia nera. Bologna, la verita di Francesca Mambro e Valerio Fioravanti, Milano, Cairo, 2007. ISBN 978-88-6052-091-3.
- Un affare di stato. Il delitto Moro e la fine della Prima Repubblica, Milano, Cairo, 2008. ISBN 978-88-6052-144-6.
- Nessun Dio ci salverà. Riflessioni sulla sinistra italiana tra sconfitta e speranza, scritte con Franco Giordano, Roma, Donzelli, 2009. ISBN 978-88-6036-312-1.
- I palazzi della politica, Roma, Manifestolibri, 2011. ISBN 978-88-7285-656-7.
- Giusva. [La vera storia di Valerio Fioravanti], con Nicola Rao, Luca Telese, Francesco Patierno, con DVD, Milano, Sperling & Kupfer, 2011. ISBN 978-88-200-5093-1.
- Trame. Segreti di stato e diplomazia occulta nella nostra storia repubblicana, Milano, Cairo, 2012. ISBN 978-88-6052-440-9.